# 查尔斯·克洛尔公园
查尔斯·克洛尔公园是以色列特拉维夫西南部的一个海滨公园。该公园占地29.6-英畝（0.120-平方），濒临地中海，得名于英国金融家，地产大亨和慈善家查尔斯·克洛尔。
1974年，该公园向公众开放。